# Beste Zangers
Beste Zangers (dawniej De beste zangers van Nederland, niderl. Najlepsi piosenkarze Holandii) to program państwowej holenderskiej TV AVROTROS. Gospodarz programu zaprasza do niego kilkoro znanych muzyków, i każdy z nich wybiera własne utwory, które potem interpretowane są przez innych. Na koniec autor oryginału ocenia covery.
Pierwszą edycję latem 2009 prowadziła Edsilia Rombley, dwie następne w 2010 i 2011 Victor Reinier, 2012-2012 Jan Smit a 2020 roku Nick & Simon.
Koncepcję zaadaptowały też stacje TV w innych krajach.

## Sezony
| Sezon | Rozpoczęty       | Zakończony           | Prowadzący      | Uczestnicy | Miejsce            | Zwycięzca                         |
| ----- | ---------------- | -------------------- | --------------- | --- | ------------------ | --------------------------------- |
| 1     | 5 lipca 2009     | 30 sierpnia 2009     | Edsilia Rombley | Henk Westbroek, Gordon, Albert West, Danny de Munk, Nick Schilder, Simon Keizer i Thomas Berge                               | Ibiza              | Simon Keizer                      |
| 2     | 18 lipca 2010    | 16 września 2010     | Victor Reinier  | Frans Bauer, Frans Duijts, Jamai Loman, Jan Dulles, Jeroen van der Boom, René Froger i Syb van der Ploeg                     | Ibiza              | Jamai                             |
| 3     | 19 marca 2011    | 7 maja 2011          | Victor Reinier  | Xander de Buisonjé, Lange Frans, Wolter Kroes, Anita Meyer, Glennis Grace, Peter Koelewijn, George Baker i Do                | południowa Francja | Anita Meyer                       |
| 4     | 2 maja 2012      | 13 czerwca 2012      | Jan Smit        | Gerard Joling, Ruth Jacott, Berget Lewis, Nikki Kerkhof, Peter Beense, Freek Bartels i Yes-R                                 | Ibiza              | Berget Lewis                      |
| 5     | 5 stycznia 2013  | 16 lutego 2013       | Jan Smit        | Simone Kleinsma, Charly Luske, Rob de Nijs, Angela Groothuizen, Tim Douwsma, Bastiaan Ragas i Raffaëla Paton                 | Ibiza              | Rafaëlla Paton                    |
| 6     | 7 maja 2014      | 2 lipca 2014         | Jan Smit        | Niels Geusebroek, Lisa Lois, Sabrina Starke, Jack Poels, Ben Saunders, Mattanja Joy Bradley, Leona Philippo i Dave von Raven | Ibiza              | Sabrina Starke                    |
| 7     | 28 września 2014 | 2 listopada 2014     | Jan Smit        | René Froger, André Hazes jr., Monique Klemann, Xander de Buisonjé, Carolina Dijkhuizen i Edsilia Rombley                     | Ibiza              | André Hazes jr.                   |
| 8     | 13 czerwca 2015  | 25 lipca 2015        | Jan Smit        | Jan Keizer, Anouk Maas, Frans Duijts, Lange Frans, Martin Buitenhuis, Julia Zahra i Do                                       | Ibiza              | Frans Duijts i Julia Zahra        |
| 9     | 21 maja 2016     | 30 lipca 2016        | Jan Smit        | René van Kooten, Willeke Alberti, Brownie Dutch, Sharon Doorson, O’G3NE i Jeroen van der Boom                                | Ibiza              | Willeke Alberti                   |
| 10    | 20 maja 2017     | 22 lipca 2017        | Jan Smit        | Anita Meyer, Brace, Kenny B, Maan, Tommie Christiaan, Tania Kross i Dennie Christian                                         | Ibiza              | Anita Meyer i Tania Kross         |
| 11    | 1 września 2018  | 27 października 2018 | Jan Smit        | Lee Towers, Trijntje Oosterhuis, Alain Clark, Tino Martin, Glen Faria, Maria Fiselier i Davina Michelle                      | Ibiza              | Lee Towers i Trijntje Oosterhuis  |
| 12    | 24 sierpnia 2019 | 12 października 2019 | Jan Smit        | Emma Heesters, Floor Jansen, Henk Poort, Rolf Sanchez, Ruben Annink, Samantha Steenwijk i Tim Akkerman                       | Ibiza              | Samantha Steenwijk i Rolf Sanchez |
| 13    | 3 września 2020  | 29 października 2020 | Nick & Simon    | Suzan & Freek, Sanne Hans, Tabitha, Wulf, Milow, Diggy Dex i Stef Bos                                                        | Ibiza              | Stef Bos                          |
| 14    | 2 września 2021  | 28 października 2021 | Jan Smit        | Alides Hidding, Anneke van Giersbergen, Belle Pérez, Bökkers, Joe Buck, Karsu Dönmez i Van Velzen                            | Limburgia          | Bökkers i Van Velzen              |
| 15    | 11 sierpnia 2022 | 29 września 2022     | Jan Smit        | Blanks, Claudia de Breij, Ferdi Bolland, Jaap Reesema, Nielson, Roxeanne Hazes i Sarita Lorena                               | Sewilla            | Jaap Reesema i Nielson            |
| 16    | 2 września 2023  | 21 października 2023 | Jan Smit        | Douwe Bob, Duncan Laurence, Marco Bakker, Meau, Melanie Jonk, Nick Schilder i Numidia                                        | Sewilla            |                                   |
| 17    | 2024             | 2024                 | Jan Smit        | Rikki Borgelt, Hannah Mae, Tangarine, Matthijn Buwalda, Karin Bloemen, Sera de Bruin i Claude Kiambe                         | Sewilla            |                                   |

## W innych krajach
| Tytuł                                          | Kraj       | Stacja  |
| ---------------------------------------------- | ---------- | ------- |
| Liefde voor muziek                             | Belgia     | vtm     |
| Toppen af Poppen                               | Dania      | TV2     |
| Laula mu laulu                                 | Estonia    | Kanal 2 |
| Vain elämää                                    | Finlandia  | Nelonen |
| Stars au grand air                             | Francja    | TF1     |
| A mi manera                                    | Hiszpania  | laSexta |
| Sing meinen Song – Das Tauschkonzert           | Niemcy     | VOX     |
| Hver gang vi møtes                             | Norwegia   | TV2     |
| Sing meinen Song – Das Schweizer Tauschkonzert | Szwajcaria | TV24    |
| Så mycket bättre                               | Szwecja    | TV4     |